# Melipotis limitaris
Melipotis limitaris là một loài bướm đêm trong họ Erebidae.